# Slobozia Bradului
Slobozia Bradului è un comune della Romania di 5 767 abitanti, ubicato nel distretto di Vrancea, nella regione storica della Muntenia. 
Il comune è formato dall'unione di 6 villaggi: Cornetu, Coroteni, Liești, Olăreni, Slobozia Bradului, Valea Beciului.